# Hong Kong en los Juegos Olímpicos de Sídney 2000
Hong Kong estuvo representado en los Juegos Olímpicos de Sídney 2000 por un total de 31 deportistas, 19 hombres y 12 mujeres, que compitieron en 9 deportes.
La portadora de la bandera en la ceremonia de apertura fue la remera Fenella Ng. El equipo olímpico hongkonés no obtuvo ninguna medalla en estos Juegos.